# Anaplecta asema
Anaplecta asema är en kackerlacksart som beskrevs av Morgan Hebard 1920. Anaplecta asema ingår i släktet Anaplecta och familjen småkackerlackor. Inga underarter finns listade i Catalogue of Life.